# Нгівал

## Загальна інформація
Нгівал — один із шістнадцяти штатів Республіки Палау. Він має населення 223 людини (перепис 2005 року) та площу 26 км². Адміністративний центра штату Нгеркеай.
Нгівал — невелике село на сході міста Бабдельоба. Люди в основному рибалки або державні працівники. Є 3 невеликих магазини, початкова школа та громадська бібліотека. Бібліотека має велику колекцію дитячих книг на англійській мові, копію всіх доступних палауанських книг та невелику кількість книг на японській на іспанській мовах.
Нгівал славиться своїми пляжами, але нещодавно збудована дорога знаходиться занадто близько до них, тому пісок дещо зіпсувався.